# Joshua Obiesie
Joshua Obiesie (Múnich; 23 de mayo de 2000) es un baloncestista alemán que pertenece a la plantilla del AEK B.C. de la A1 Ethniki griega. Con 1,98 metros de estatura, juega en la posición de base.

## Trayectoria deportiva

### Primeros años
Dio sus primeros pasos en la categoría alevín en la Academia Internacional de Baloncesto de Múnich (IBAM). Allí fue pasando por las diferentes categorías inferiores hasta que en la temporada 2016-17 firmó con el MTSV Schwabing de la 1. Regionalliga, la cuarta división del baloncesto alemán. En febrero de 2018 fue cedido al Brose Bamberg para disputar la clasificación para el Adidas Next Generation Tournament de 2018, una competición internacional de categoría junior. Jugó tres partidos, promediando 14,3 puntos, 3,3 rebotes, 3,3 asistencias, 1,7 robos de balón y 1,3 tapones por partido.

### Profesional
El 23 de noviembre de 2018 firmó su primer contrato profesional con el s.Oliver Würzburg de la Basketball Bundesliga, hasta el año 2022. A pesar de ello, continuó juganco con el IBAM en la NBBL y con el MTSV Schwabing en la 1. Regionalliga. Hizo su debut profesional el 12 de diciembre en un partido ante el KB Prishtina kosovar, logrando 8 puntos y 7 rebotes en un encuentro correspondiente a la Copa Europea de la FIBA.
Su debut en la Basketball Bundesliga se produjo el 26 de diciembre ante el Bayern Múnich, logrando 12 puntos, 4 asistencias y 3 robos de balón. Acabó la temporada promediando 6,8 puntos y 2,3 rebotes por partido.
El 21 de abril se declaró elegible para el Draft de la NBA de 2019.
El 24 de julio de 2021, firma por dos temporadas por el Bayern de Múnich de la Basketball Bundesliga.
El 19 de julio de 2022 firmó un contrato de dos años con el equipo Skyliners Frankfurt de la Bundesliga.
El 2 de agosto de 2023 firmó con los Houston Rockets de la NBA. Sin embargo, fue despedido el 29 de septiembre, y el 30 de octubre se unió a los Rio Grande Valley Vipers.
El 5 de junio de 2024 firmó con el JDA Dijon de la LNB Élite. Dejó el equipo a fines de noviembre de 2024 tras la decisión del entrenador Laurent Legname de prescindir de sus servicios.
El 29 de noviembre de 2024 fichó por el AEK B.C. de la A1 Ethniki griega.

### Selección nacional
En 2018 participó con la selección alemana junior en el prestigioso Torneo Albert Schweitzer, llevando a su equipo a la medalla de oro al promediar 11,1 puntos y 3,4 rebotes por encuentro. En febrero de 2019 fue convocado con la selección absoluta para disputar la Clasificación de FIBA Europa para la Copa Mundial de Baloncesto de 2019, pero no llegó a disputar ningún partido.